# Wikipedia tiếng Tamil
Wikipedia tiếng Tamil (tiếng Tamil: தமிழ் விக்கிப்பீடியா) là phiên bản tiếng Tamil của Wikipedia, được điều hành bởi Wikimedia Foundation. Nó được thành lập vào tháng 9, năm 2003; đến ngày 19 tháng 8, năm 2008, nó có 15.000 bài viết, khiến nó trở thành phiên bản Wikipedia lớn thứ 67 theo số lượng bài viết. Nó cũng là phiên bản ngôn ngữ thứ hai của họ ngôn ngữ Dravidian có hơn 10.000 bài viết (phiên bản đầu tiên là Wikipedia tiếng Telugu).